# Carlos Lima Fuentes
Carlos Lima Fuentes (* 21. Februar 1970 in Luzern) ist ein Schweizer Handballtrainer und ehemaliger Handballspieler. Er besitzt die spanische und die schweizerische Staatsbürgerschaft.

## Karriere
Der 1,90 Meter grosse und 95 Kilogramm schwere Carlos Lima wurde auf der Spielposition Linksaussen eingesetzt. Im Jahre 1978 begann er das Handballspielen beim HC Kriens. Anschliessend spielte er bei BSV Borba Luzern, TV Suhr, Ademar León und schliesslich wieder beim TV Suhr. Im Sommer 2002 unterschrieb Lima einen Vertrag beim deutschen Bundesligisten TBV Lemgo. Mit Lemgo gewann er 2003 die deutsche Meisterschaft sowie 2002 und 2003 den DHB-Supercup. 2004 kehrte er in die Schweiz zurück. Später lief er für den spanischen Erstligisten CB Torrevieja auf, für den er in 28 Einsätzen insgesamt 59 Treffer erzielen konnte.
Zu seinen weiteren Erfolgen als Spieler zählen der Gewinn der Schweizer Meisterschaft mit Borba Luzern und dem TV Suhr und die spanische Meisterschaft mit Ademar León. Mit dem TV Suhr gewann er den Supercup, mit Ademar León wurde er Vize-Europapokalsieger.
Im Sommer 2006 kehrte Lima zum HC Kriens zurück, bei dem er zusätzlich als Jugendtrainer aktiv war. 2007 beendete er beim HC Kriens seine Karriere als Spieler. Im Januar 2008 übernahm er gemeinsam mit Nick Christen bis zum Saisonende interimsweise das Traineramt der Herrenmannschaft vom HC Kriens. Im Januar 2009 wurde er Trainer des Grasshopper Club Zürich. 2011 übernahm er das Traineramt beim BSV Stans. Ab dem November 2018 trainierte Lina den Schweizer Erstligisten Spono Eagles. Unter seiner Leitung gewann Spono 2019 den Schweizer Cup. Nach der Saison 2019/20 verliess er den Verein.
Von 1992 bis 2004 bestritt Carlos Lima 181 Länderspiele für die Schweizer Nationalmannschaft, in denen er 351 Tore warf. Mit der Schweiz nahm er 1996 an den Olympischen Spielen teil.
Carlos Lima wurde 1991 und 1993 Schweizer Meister im Dreisprung. Seine persönliche Bestweite beträgt 16,82 m.

## Privates
Nach dem Besuch der Schule in Kriens belegte er von 1985 bis 1990 das Primarlehrerseminar in Luzern und studierte anschliessend von 1990 bis 1994 Sportwissenschaften in Zürich. Von 1994 bis 1998 studierte er Betriebswirtschaft in Zürich.
Von 1994 bis 1999 war er als Assistent in der Sportlehrerausbildung in Zürich tätig. Er war im Anschluss u. a. als Eventmanager tätig und von 2004 bis 2005 als Sportlehrer an der Wirtschaftsmittelschule in Luzern. Seit 2006 ist er im Management und Marketing verschiedener Firmen tätig; seit 2010 ist er Inhaber der Calos Lima sports & more GmbH.
Carlos Lima ist verheiratet und ist zweifacher Vater.